# Herennius római császár
Imperator Caesar Quintus Herennius Etruscus Messius Decius Augustus, általánosan elterjedt néven Herennius császár (Sirmium, 220 vagy 227 – Abrittus, 251. június 1.) társcsászár a Római Birodalomban 251-ben.
Smyrniában született, de időpontja bizonytalan 220 vagy 227.
Decius dinasztiát kívánt alapítani. Felesége Herennia Etruscilla részére a szenátus az Augusta címet adományozta. Idősebbik fiuk Herennius Etruscus 250 nyarának elején megkapta a Caesar rangot és Princeps Iuventutis lett.  Amikor Decius császár csapataival a karpoktól megtisztította Daciát, az ifjú Herenniust az előőrs csapatokkal Moesia provinciába küldte mert  a Kniva király vezette gótok ellen akart vonulni. A hadjárat kezdetben sikereket ért el hadműveleteivel, amit fiával együtt, akit társuralkodóvá kiálltatott ki, a kiadott pénzérmeken Germán győzelem-ként ünnepelt. A döntő csatában a dobrudzsai Abrittus közelében, mocsaras kedvezőtlen terepen (Scythia Minor tartomány) 251 júliusában a társcsászárokat tőrbe csalták, Herenniust nyílvessző találta el, apja a mocsárba fulladt és a római hadsereg egy jelentős része is elpusztult.